# Atleta

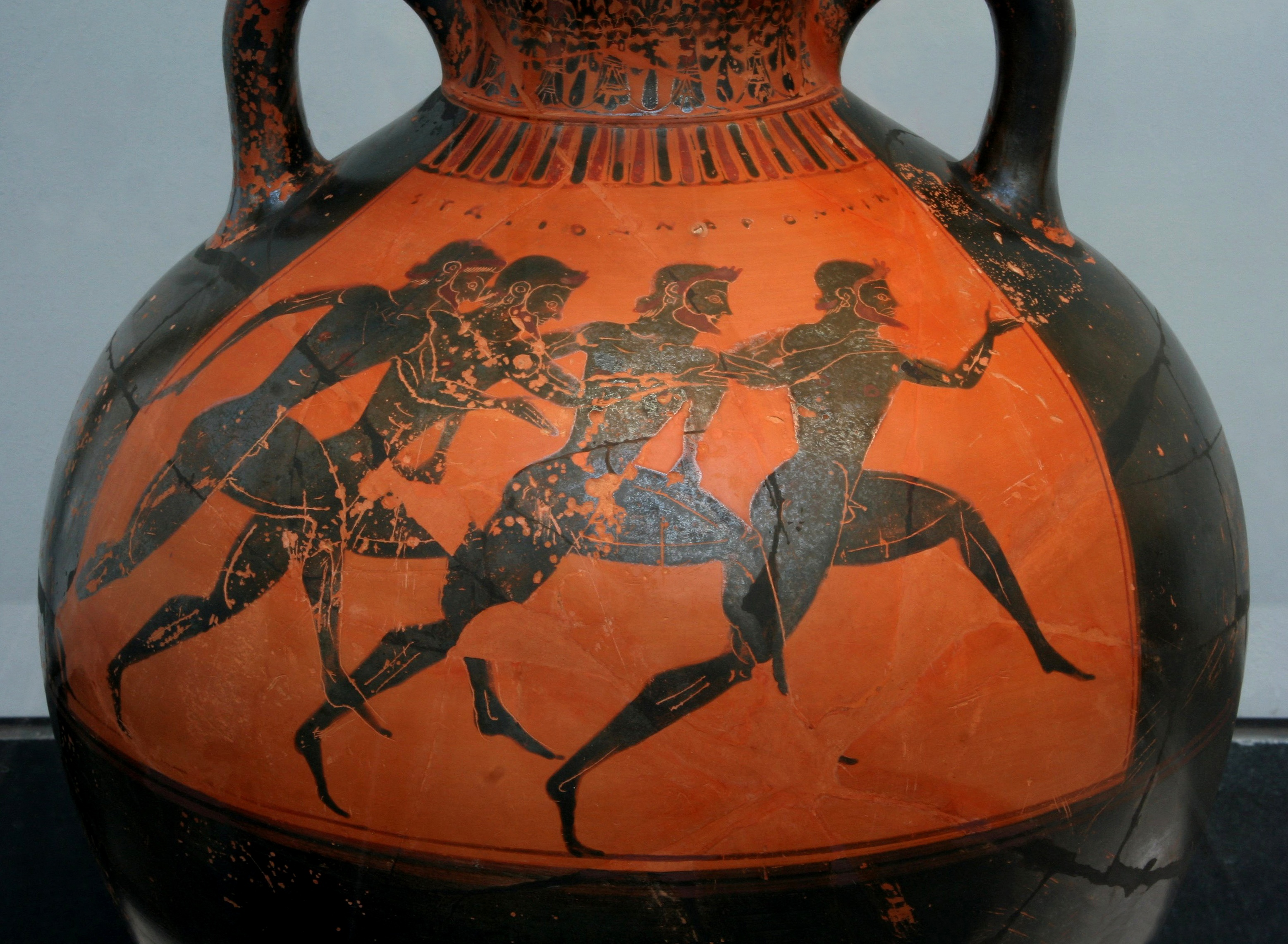
Atleci podczas starożytnych Igrzysk

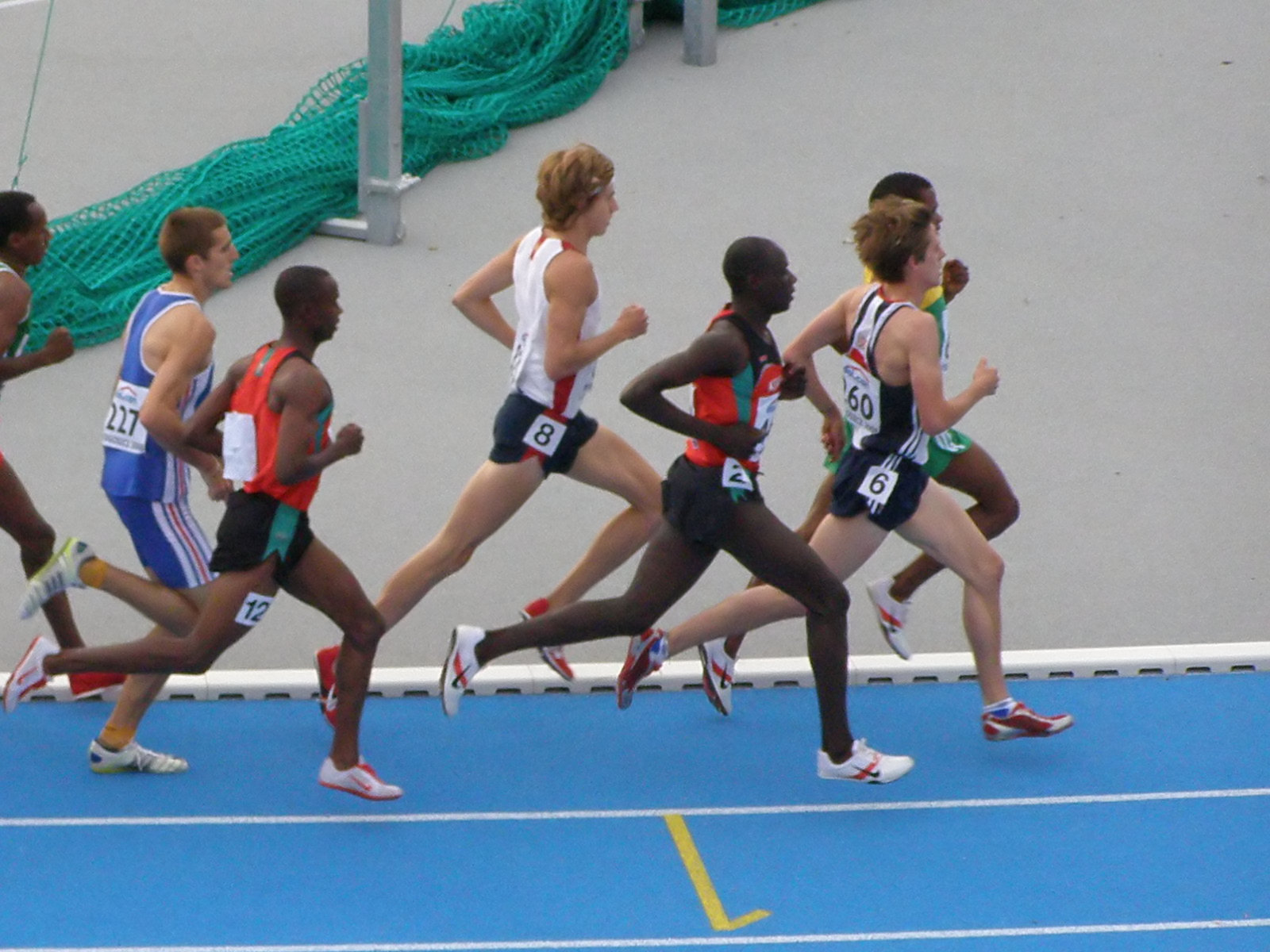
Współcześni atleci

Atleta (łac. athleta: zapaśnik z gr. ἀθλητής) – osoba o ponadprzeciętnej budowie ciała, sile fizycznej, zręczności i wytrzymałości.
Po raz pierwszy pojęcie to zostało wprowadzone w starożytnej Grecji (gr. άθλος, athlos: konkurs), miało określać osobę biorącą udział w zawodach sportowych. Słowo to współcześnie ma podobne znaczenie, choć mianem atlety zwykło się określać głównie zawodników biorących udział w zawodach lekkoatletycznych. 
Większość profesjonalnych atletów utrzymuje się w wysokiej dyspozycji fizycznej dzięki odpowiednio dobranej diecie i stałym ćwiczeniom. 
Ze względu na to, że pojęcie to przetrwało od czasów starożytnych, do słynnych atletów zaliczyć można postaci zapisane w historii zarówno przed wieloma wiekami (np. mityczny Herkules), jak i współczesnych sportowców (np. Maurice Greene czy Stefan Holm).